# Sadeler (famiglia)

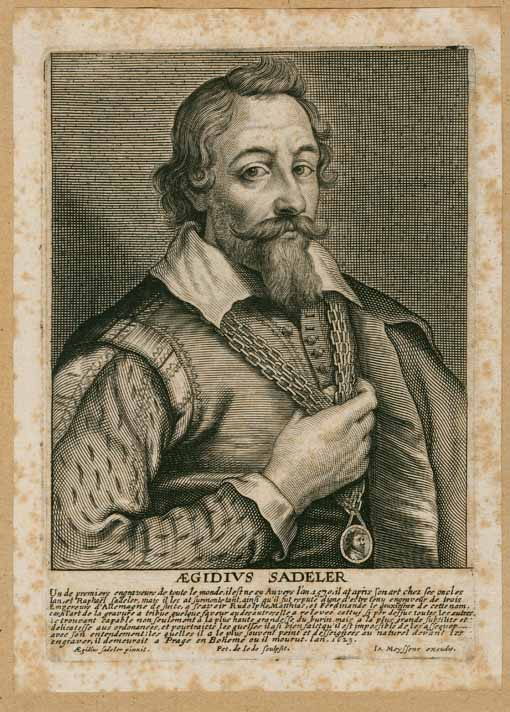
Egidius Sadeler, in Het Gulden Cabinet

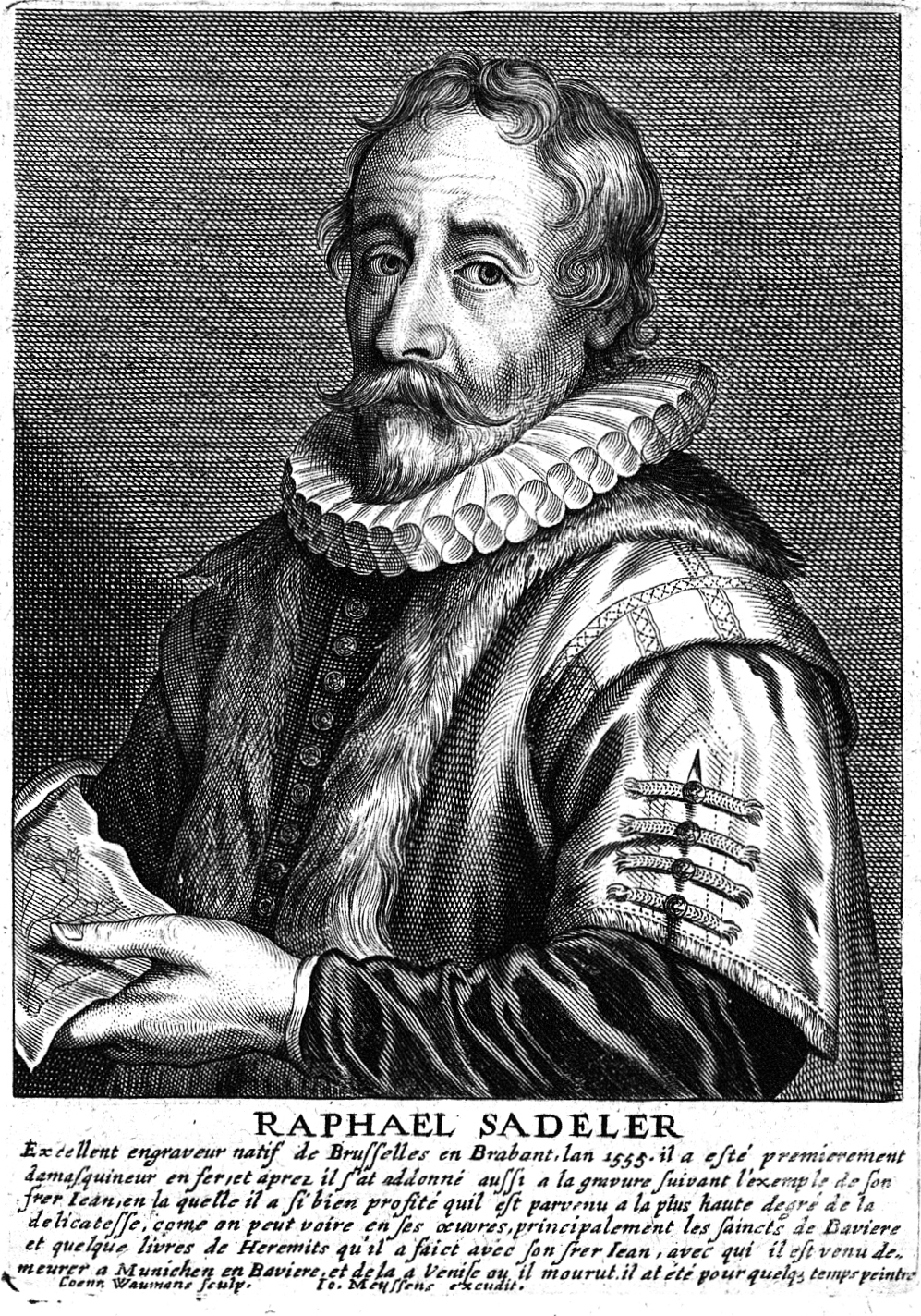
Raphael Sadeler, in Het Gulden Cabinet

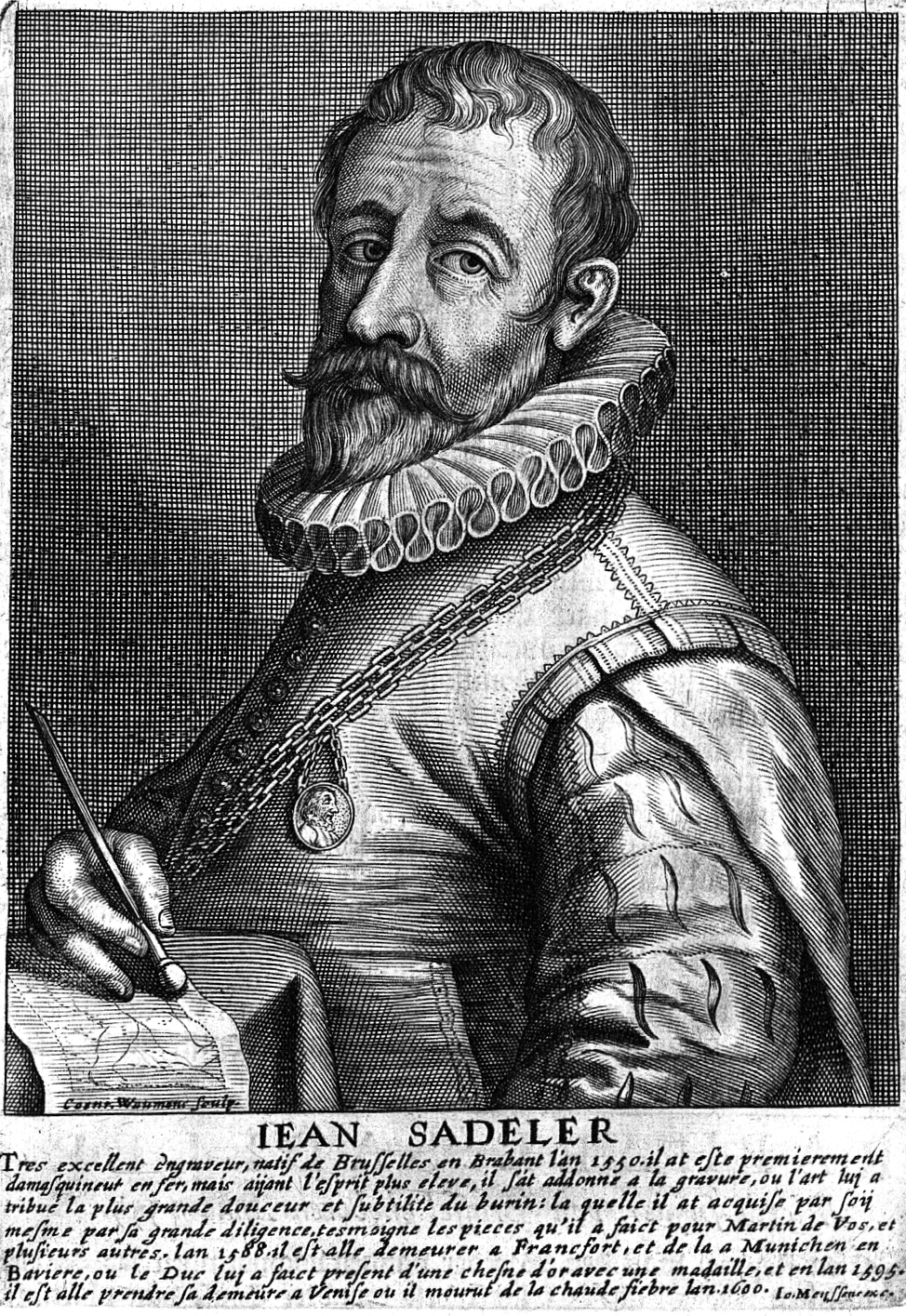
Jan Sadeler, in Het Gulden Cabinet

La famiglia Sadeler fu la più grande e probabilmente più nota tra le dinastie di incisori fiamminghi che predominarono, nell'Europa settentrionale, nei secoli XVI, XVII e seguenti, sia come artisti che editori. Come in altre dinastie quali Wierix e Van de Passe, lo stile dei membri della famiglia era molto simile e il loro lavoro è spesso difficile da distinguere in assenza di una firma o data o evidenza di località di esecuzione. Complessivamente almeno dieci Sadeler lavorarono come incisori, nei Paesi Bassi spagnoli, in Germania, Italia, Boemia e Austria.
Gran parte delle loro migliori opere erano le riproduzioni di alta qualità di artisti contemporanei come Bartholomäus Spranger (Egidius il Giovane) o la famiglia veneta Bassano (Jan il Vecchio e Rafael il Vecchio), che furono importanti nel diffondere la reputazione e lo stile di questi artisti.

## Famiglia
I Sadeler discendevano da "cacciatori", incisori di armature, originari di Aalst. Jan de Saeyelleer o Sadeleer ebbe tre figli, tutti di solito chiamati "Sadeler": Jan il Vecchio (1550 Bruxelles - 1600 Bruxelles o Venezia), Egidius il Vecchio (c. 1555 Bruxelles - c. 1609 Francoforte sul Meno) e Rafael il Vecchio (1560/61 Anversa - 1628 o 1632).  Un altro Sadeler, Marcus o Marco, fu uno stampatore e forse anche editore che operò ad Haarlem nel periodo 1586-87, e si presume sia stato un membro della famiglia, anche se non siamo in grado di collocarlo.
Jan il Vecchio fu il padre di Justus (ca. 1572 Anversa - c. 1620) e Marcus Christoph (nato a Monaco di Baviera, attivo tra il 1614 a dopo il 1650). Egidius il Vecchio fu il padre di Egidius il Giovane (c. 1570 Anversa - 1629 Praga). Rafael il Vecchio fu il padre di Rafael il Giovane (1584 - 1627 o 1632, Anversa), Jan il Giovane (c. 1588 - 1665 o dopo) e Filips (c. 1600, attivo fino al 1650).
Egidius il Giovane fu il padre di Tobias, attivo nel periodo 1670-75 a Vienna.

## Jan Sadeler il Vecchio e Rafael Sadeler il Vecchio
Dal 1572 Jan operò ad Anversa che era allora il centro mondiale della stampa, con laboratori estremamente produttivi che creavano lavori per editori con eccellenti accordi di distribuzione in tutta Europa. In quell'anno divenne un maestro della Corporazione di San Luca e si sposò nella Cattedrale di Anversa. Nel 1569 o 1570 lavorava per l'editore Christopher Plantin. Suo fratello minore Rafael il Vecchio lo raggiunse e continuarono a lavorare a stretto contatto, trasferendosi a Colonia nel 1579, ma continuando a visitare Anversa. Gli sconvolgimenti della rivolta olandese sparsero gli artisti di Anversa in tutto il Nord Europa, e dopo l'assedio di Anversa, nel 1585, Jan e Rafael lavorarono in diverse città tedesche - Magonza, Francoforte sul Meno, Monaco di Baviera senza fermarsi a lungo, prima di andare in Italia nel 1593, dove Jan potrebbe essere morto. Andarono accompagnati dal loro nipote Egidius il Giovane, a Verona, poi a Venezia, dal 1596/7, dove crearono una stamperia. Nel 1604 Rafael fece ritorno a Monaco, dove rimase per gran parte della sua vita, la cui ultima presenza fu nel 1622. Marcus o Marco, figlio di Jan, rimase in Italia come editore ed artista, sebbene ci possa essere confusione tra il suo lavoro e quello del vecchio Marcus.
Tre delle loro più note stampe da Bassani sono note come "scene di cucina di Sadeler". Esse mostrano Cristo nella casa di Maria e Marta, ad Emmaus, e la Parabola di Lazzaro e del ricco Epulone.

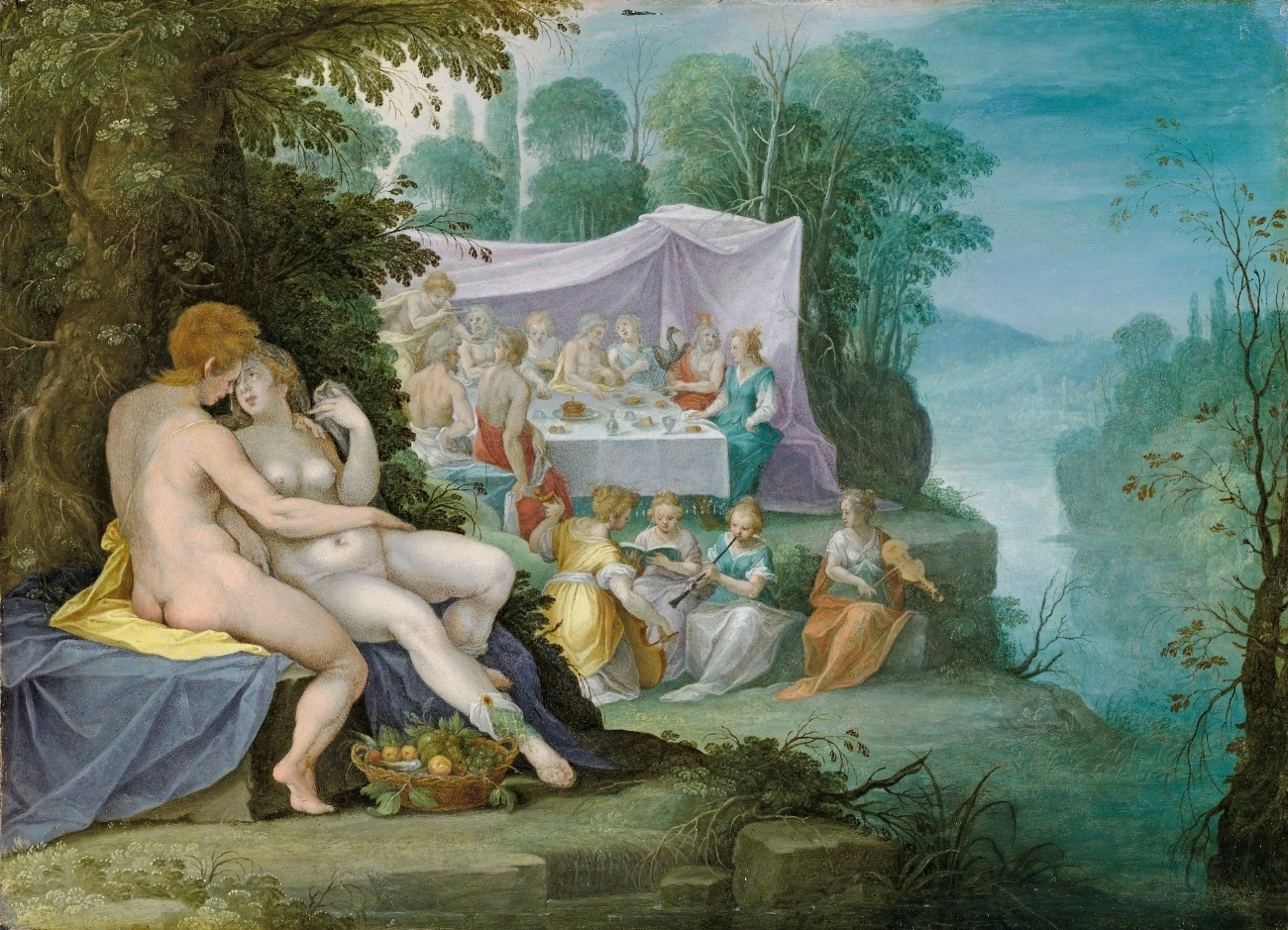
Matrimonio di Peleo e Teti, Jan Sadeler, c. 1580–1600

## Egidius Sadeler il Giovane
Egidius Sadeler (talvolta scritto Aegidius, o Gilles) era anche lui un pittore e un incisore dei manieristi del Nord, il migliore della dinastia. Dopo essersi trasferito a Colonia con la famiglia nell'infanzia (c. 1579) e poi a Monaco (c. 1588), studiò ad Anversa e si trasferì in Italia, lavorando a Roma (1593). Fece ritorno a Monaco con i suoi zii, Jan e Rafael, nel 1594, passando per Verona e probabilmente Venezia (1595–97). Dopo un viaggio (apparentemente da solo) a Napoli si recò a Praga nel 1597, dove passò il resto della sua vita, per la maggior parte al servizio dell'imperatore Rodolfo II. Visse per un certo tempo nella casa di Bartholomäus Spranger, a cui fece incisioni delle sue opere. Poiché figura più importante, i riferimenti a Egidius Sadeler sono più propensi a significare lui rispetto a suo padre.
Vendeva le sue stampe in uno stand nella Sala Vladislav del Castello di Praga, rappresentato in una sua ben nota incisione (1607), e le sue stampe da dipinti di Spranger, Roelant Savery ed altri importanti artisti di Praga disseminarono lo stile del manierismo rudolfino attraverso l'Europa, specialmente in Germania e nei Paesi Bassi. Realizzò anche dei dipinti, anche se nessuna delle sue opere pittoriche è pervenuta.
I suoi primi lavori erano per lo più stampe religiose da opere di pittori del Nord Europa. In Italia aggiunse le opere di pittori nordici che lavoravano in Italia, come Paul Bril e Denijs Calvaert, oltre a maestri italiani sia di alcune generazioni precedenti (Tiziano, Raffaello, Parmigianino), che contemporanei (Tintoretto e Federico Barocci). A Praga incise i manieristi della corte di Rodolfo, ma fece anche molti ritratti di notabili e incise molti dei disegni di Albrecht Dürer presenti nella collezione imperiale. Collaborò con Jacobus Typotius nel Libro di emblemi di Praga, Symbola Divina et Humana.

## Galleria d'immagini

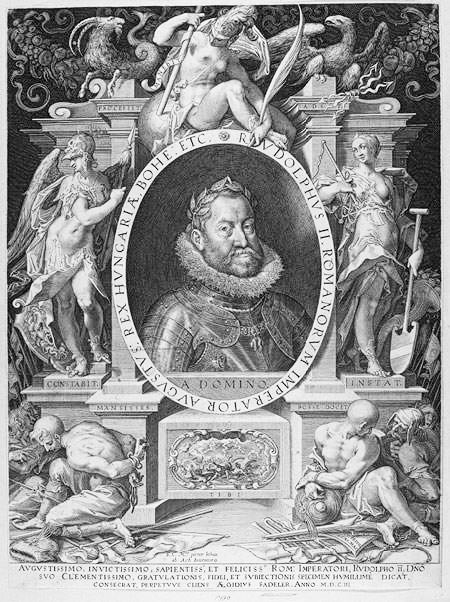
Incisione di Rodolfo II di Aegidius Sadeler il Giovane (1603).
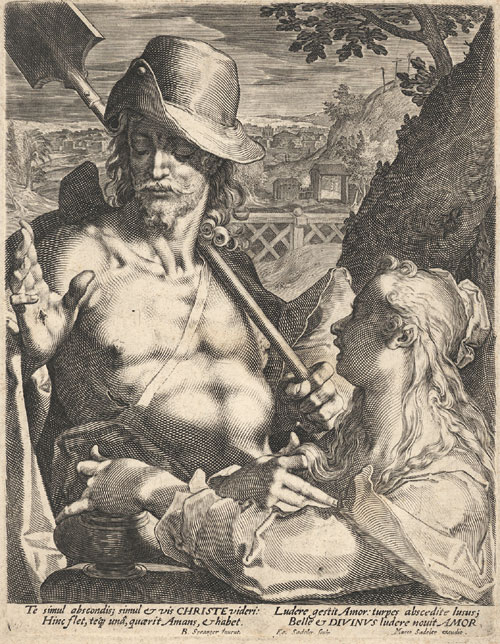
Cristo e Maria Maddalena in giardino. Aegidius Sadeler il Giovane, incisione da Bartholomäus Spranger
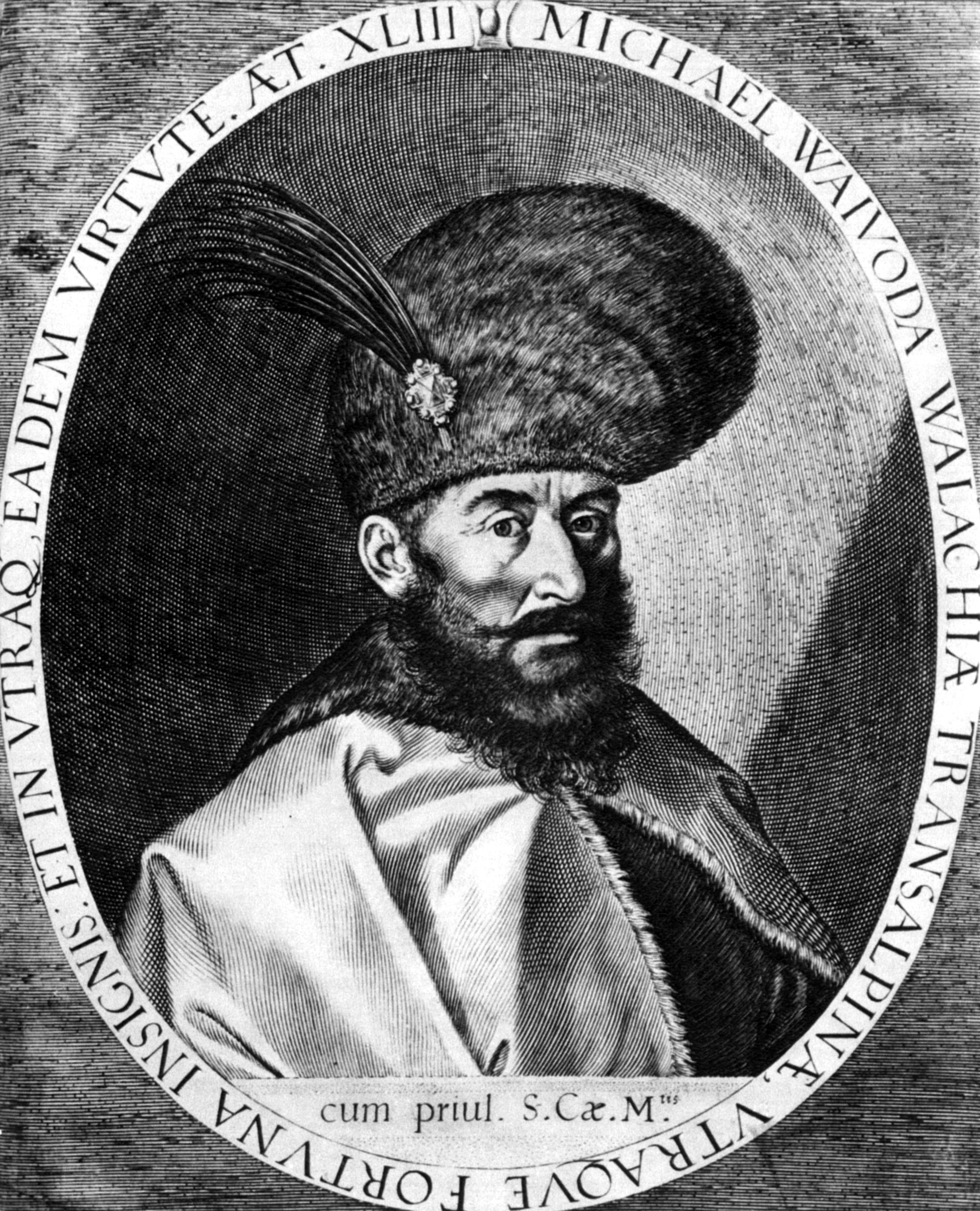
Ritratto di Michele il Coraggioso, realizzato da Aegidius Sadeler il Giovane